# Северноамериканска летяща катерица
Северноамериканската летяща катерица (Glaucomys sabrinus) е вид бозайник от семейство Катерицови (Sciuridae).

## Разпространение и местообитание
Разпространен е в Канада и САЩ.